# Traditionis custodes

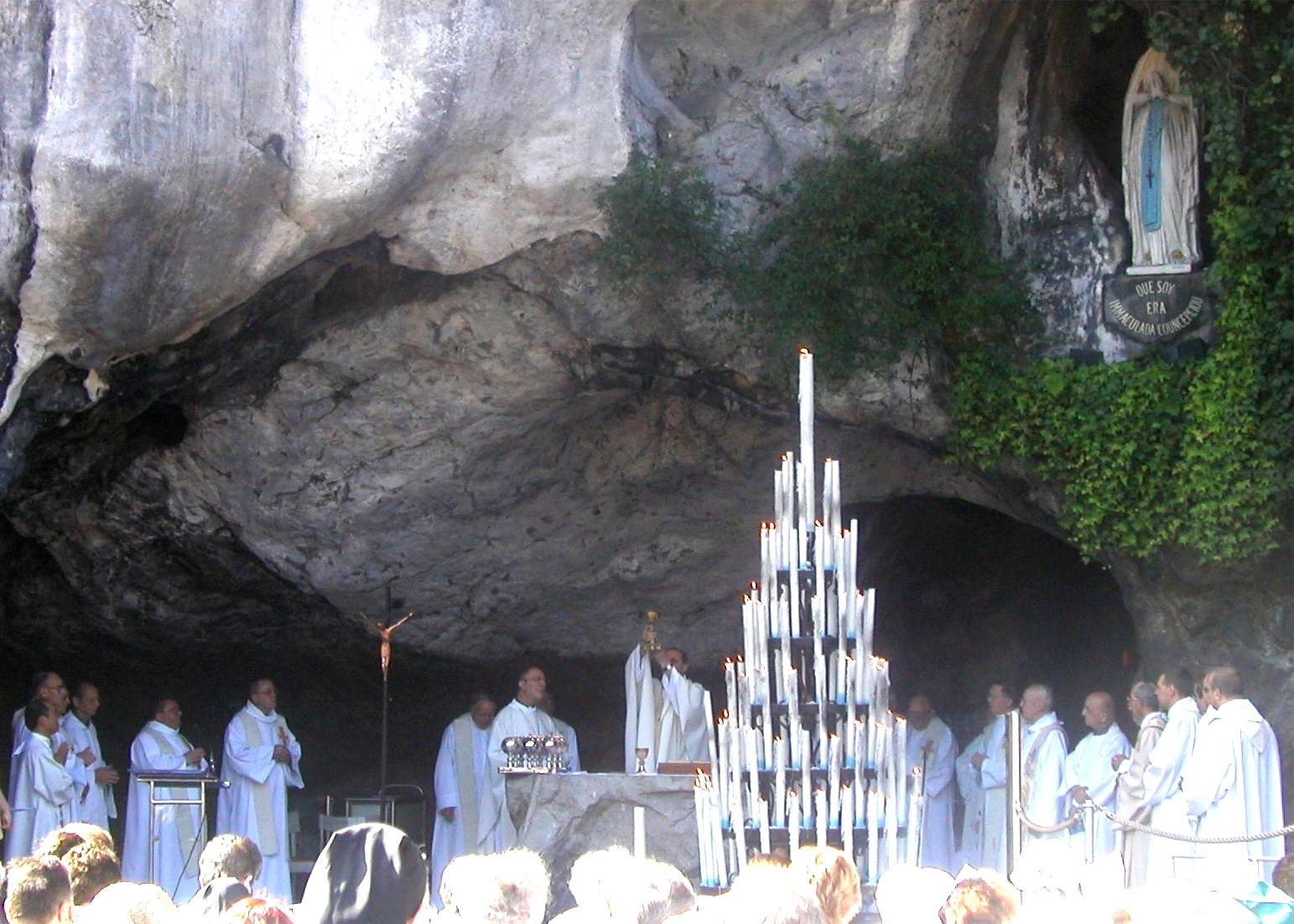
Missa celebrada na forma que é a "expressão única da lex orandi do rito romano"

Traditionis custodes (em português: Guardiões da tradição) são as primeiras palavras de uma carta apostólica, sob a forma de motu proprio, promulgada pelo Papa Francisco para o propósito de restabelecer a unidade da liturgia da Igreja de rito romano.
Para esse efeito, revogou todas as normas, instruções, permissões e costumes contrários precedentes e declarou que os livros litúrgicos promulgados pelos papas Paulo VI e João Paulo II, em conformidade com os decretos do Concílio Vaticano II, constituem a expressão única da lex orandi do rito romano.
O documento legislativo foi publicado em italiano, espanhol, inglês e francês (o latim foi preparado mais tarde), junto com uma carta de apresentação dirigida aos bispos, a 16 de julho de 2021, memória de Nossa Senhora do Carmo, e entrou imediatamente em vigor.

## Normas

Brasão pontifício de Papa Francisco

A parte normativa do motu proprio é dividida em 8 artigos.

### Unidade do rito romano
Artigo 1. Os livros litúrgicos promulgados pelos santos Pontífices Paulo VI e João Paulo II, em conformidade com os decretos do Concílio Vaticano II, são a única expressão da lex orandi do rito romano.
Com este artigo, que diz respeito não só ao Missal Romano, mas também ao Rituale Romanum e ao Pontifical Romano, Francisco revoga a declaração normativa de Bento XVI em Summorum Pontificum, que afirmava haver duas expressões do rito romano, "a ordinária" (a Missa do Vaticano II) e "a extraordinária" (a Missa tridentina na edição 1962 de João XXIII).
A expressão em latim lex orandi quer dizer "a lei da oração".

### Competência exclusiva do bispo diocesano
Artigo 2. Ao bispo diocesano, enquanto moderador, promotor e guardião de toda a vida litúrgica na Igreja particular a si confiada, compete regular as celebrações litúrgicas na sua diocese. Portanto, é de sua exclusiva competência autorizar o uso do Missale Romanum de 1962 na diocese, seguindo as orientações da Sé Apostólica.
Com este artigo se retirou aos párocos e reitores de igrejas não paroquiais e não conventuais em que existia um grupo de fiéis aderentes à tradição litúrgica anterior o poder, ou melhor, o dever que Bento XVI havia conferido a eles, sem consideração pelo bispo diocesano, de dar essa autorização.

### Grupos e a forma de 1962
O artigo 3 trata de dioceses em que até agora haja a presença de um ou mais grupos que celebram segundo o Missal anterior à reforma de 1970. Nelas o bispo diocesano deve assegurar que tais grupos não excluam a validade e legitimidade da reforma litúrgica, dos ditames do Concílio Vaticano II e do Magistério dos Papas.
Cabe ao bispo diocesano indicar um ou mais lugares onde os fiéis aderentes a estes grupos possam se reunir para a celebração eucarística, mas não nas igrejas paroquiais e sem erigir novas paróquias pessoais. Francisco retoma assim a norma decretada em 1984 no pontificado de João Paulo II. Onde não for possível identificar uma igreja ou oratório ou capela disponível o bispo diocesano pode pedir à Congregação para o Culto Divino e Disciplina dos Sacramentos a dispensa desta norma para permitir a celebração na igreja paroquial, porém esta celebração para os fiéis aderentes ao grupo não deve ser incluída no calendário das missas paroquiais ou integrada nas atividades pastorais da comunidade paroquial. O bispo diocesano deve indicar os dias em que são permitidas as celebrações com o Missal de 1962, nas quais as leituras devem ser proclamadas em vernáculo, usando traduções da Sagrada Escritura aprovadas pelas respectivas Conferências Episcopais para uso litúrgico, eventualmente utilizando o texto completo da Bíblia e escolhendo as perícopes indicadas no Missal de 1962.
O bispo diocesano deve nomear como seu delegado para estes grupos um sacerdote que cuide não só da observância das rubricas, mas também da pastoral e da atençâo espiritual dos fiéis. O bispo diocesano examinará se são realmente úteis para o crescimento espiritual as paróquias pessoais já canonicamente erigidas em benefício desses fiéis e avaliar se deve mantê-las ou não. Terá o cuidado de não autorizar a constituição de novos grupos.

### Sacerdotes e a forma 1962
Os artigos 4 e 5 tratam dos sacerdotes que pretendam celebrar com o Missal de 1962. Os ordenados depois do 16 de julho de 2021 devem dirigir um requerimento formal ao bispo da diocese, o qual, antes de conceder a licença, pedirá permissão (licentiam rogabit) à Congregação para o Culto Divino e a Disciplina dos Sacramentos. Os sacerdotes que já celebram segundo o Missal de 1962 requererão ao bispo diocesano licença para continuar a valer-se dessa faculdade. A concessão é válida apenas para o território do bispo concedente e se recomenda que seja dada por um tempo limitado. A licença do bispo diocesano é necessária também para um sacerdote substituir um sacerdote autorizado, e para um diácono ou um ministro instituído.
Um presbítero não pode celebrar com o Missal de 1962 duas vezes no mesmo dia, até para grupos distintos. Nos dias de semana (fora dos domingos) um presbítero obrigado, como pároco ou capelão, a celebrar missa (mesmo com o missal atual), não pode no mesmo dia celebrar outra missa usando o Missal de 1962.
Se um presbítero a quem foi concedido o uso do Missal de 1962 não reconhece a validade e legitimidade da concelebração - recusando-se em particular a concelebrar a Missa do Crisma - não pode continuar a fazer uso desta concessão.

### Competência na Cúria romana
Artigo 6. Os Institutos de vida consagrada e as Sociedades de vida apostólica, erigidas a seu tempo pela Comissão Pontifícia Ecclesia Dei, passam a submeter-se à competência da Congregação para os Institutos de Vida Consagrada e as Sociedades de Vida Apostólica.
Artigo 7. A Congregação para o Culto Divino e a Disciplina dos Sacramentos e a Congregação para os Institutos de Vida Consagrada e as Sociedades de Vida Apostólica exercitarão a autoridade da Santa Sé para as matérias de sua competência, velando pela observância destas disposições.
Esses artigos explicitam as consequências da supressão em 19 de janeiro de 2019 da Comissão Pontifícia Ecclesia Dei, instituída em 2 de julho de 1988 pelo Papa João Paulo II e à qual o Papa Bento XVI confiou a tarefa de supervisionar a observância e aplicação do seu motu proprio Summorum Pontificum de 2007, e indicando os dicastérios que devem supervisionar as disposições do novo motu proprio de 2021.
A questão da relação entre a Igreja Católica e a Fraternidade Sacerdotal São Pio X, sendo de natureza prevalentemente doutrinal, pertence à Congregação para a Doutrina da Fé.

### Revogação de tudo o que é contrário
Artigo 8. São revogadas as normas, instruções, concessões e costumes anteriores que se verifique não estarem conformes a quanto disposto no presente Motu Proprio.
Na carta aos bispos que acompanhou o motu proprio, esta disposição está indicada como "firme decisão" de Papa Francisco: "Tomo a firme decisão de revogar todas as normas, instruções, concessões e costumes anteriores ao presente Motu Proprio, e de reter os livros litúrgicos promulgados pelos santos Pontífices Paulo VI e João Paulo II, em conformidade com os decretos do Concílio Vaticano II, como a única expressão da lex orandi do Rito Romano".

## Carta aos bispos
O Papa Francisco acompanhou Traditionis custodes com uma carta dirigida aos bispos do mundo. Nela afirmou que foi por promover a cura do cisma com o movimento liderado por Dom Lefebvre e restaurar a unidade da Igreja que João Paulo II em 1984 e 1988 concedeu aos bispos diocesanos o poder de permitir o uso do Missal Romano de 1962. Dentro da Igreja muitos interpretaram esta concessão como possibilidade de usar livremente o Missal Romano promulgado por São Pio V em paralelo com a edição revisada por São Paulo VI. Para regular esta situação, Bento XVI interveio com uma disposição que ele achava que não prejudicaria a autoridade do Concílio Vaticano II ao questionar uma de suas decisões essenciais, nem criaria rupturas nas comunidades paroquiais. Na realidade, porém, como confirmaram as respostas ao relativo questionário da Congregação para a Doutrina da Fé de 2020, a intenção pastoral desses dois papas de manter e restaurar a unidade da Igreja permaneceu desconhecida e aumentaram os contrastes que feriam a Igreja, impediam seu progresso e a expunham ao risco de divisões. Foi porque as concessões não tiveram o desenvolvimento desejado que Francisco teve que intervir, dada a ameaça à unidade da Igreja.
Na carta reprovou fortemente a falta de fidelidade de certos padres às prescrições do novo Missal, o que por vezes leva a deformações no limite do suportável, mas declarou que o entristece também "o uso instrumental do Missal Romano de 1962, que se caracteriza cada vez mais por uma crescente rejeição não só da reforma litúrgica, mas do Concílio Vaticano II, com a alegação infundada e insustentável de que traiu a Tradição e a 'verdadeira Igreja'."
Afirmou que pela reforma litúrgica pós-conciliar o rito romano, adaptado várias vezes ao longo dos séculos às necessidades dos tempos, foi preservado e também renovado no fiel respeito pela Tradição, conforme exige a constituição conciliar Sacrosanctum Concilium. E declarou: "É para defender a unidade do Corpo de Cristo que sou obrigado a revogar a faculdade concedida pelos meus predecessores. O uso distorcido que dela se fez é contrário às razões que os levaram a conceder a liberdade de celebrar a Missa com o Missal Romano de 1962".
Como Papa Pio V estabeleceu um único Missale Romanum que, como principal expressão da lex orandi do Rito Romano, desempenhou um papel unificador na Igreja por quatro séculos, assim o Papa Francisco em sua carta declarou sua intenção de restabelecer em toda a Igreja de Rito Romano a possibilidade de levantar, nas várias línguas, "a mesma oração" como expressão da sua unidade.